# Gruzijski nacionalni center rokopisov
Gruzijski nacionalni center rokopisov (gruzinsko საქართველოს ხელნაწერთა ეროვნული ცენტრი; prej Inštitut za rokopise), ki je v Tbilisiju v Gruziji, je skladišče starodavnih rokopisov, zgodovinskih dokumentov in zasebnih arhivov uglednih javnih osebnosti. Center je bil ustanovljen 30. junija 1958 na podlagi zbirke v Oddelku za rokopise Gruzijskega narodnega muzeja. Ustanovitelj in prvi direktor Inštituta je bil profesor Ilia Abuladze, dopisni član Gruzijske akademije znanosti. Zbirka Nacionalnega centra rokopisov obsega rokopise, zgodovinske dokumente, zgodnje tiskane knjige, redke publikacije in dediščine. Center izvaja različne projekte, povezane z znanstvenimi raziskavami, razstavami in restavratorstvom. Strokovnjaki, ki delajo v Centru in s Centrom, se ukvarjajo z opisom, sistematizacijo, proučevanjem in objavljanjem gradiva, ki je v Centru, ter z izdelavo baz podatkov o tem gradivu. Center ima tudi bogato akademsko knjižnico in vključuje prostore, posvečene spominu na Kornelija Kekelidzeja, Ivaneja Javahišvilija, Ilia Abuladzeja, Nika Berdzenišvilija, Elene Metreveli in Šalve Amiranašvilija.

## Zgodovina
Nacionalni center za rokopise je bil ustanovljen leta 1958 pod imenom Inštitut za rokopise Gruzijske akademije znanosti. Nastal je na podlagi zbirke v Oddelku za rokopise v Gruzijskem narodnem muzeju in na pobudo Ilije Abuladzeja, ki je postal prvi direktor Inštituta. Leta 1962 je bilo ime Inštituta dopolnjeno z Kekelidze v čast gruzijskemu filologu in literarnemu zgodovinarju Korneliju Kekelidzeju. Od leta 1968 do 1989 je bila direktorica Inštituta Elene Metreveli, akademkinja Gruzijske akademije znanosti. V obdobju od 1989 do 2006 je bil direktor Inštituta Zaza Aleksidze, dopisni član Gruzijske akademije znanosti.
Leta 2006 je bil Inštitut za rokopise Kornelija Kekelidzeja Gruzijske akademije znanosti ukinjen in nadomeščen z ustanovitvijo pravne osebe javnega prava, Inštitut za rokopise Kornelija Kekelidzeja. 23. maja 2007 se je na pobudo sodelavcev Inštituta preimenoval v »Nacionalni center rokopisov«. To pobudo je podprlo Ministrstvo za izobraževanje in znanost, potrdila pa jo je tudi vlada.

## Struktura
Organizacijsko in administrativno dejavnost Centra vodi direktor, znanstveno in razvojno dejavnost pa vodi in izvaja znanstveni svet. Poleg tega Center vsebuje druge strukturne enote: oddelke in laboratorije. Trenutno deluje osem oddelkov (kodikologija, viroslovje in diplomatika, arhivistika, fondarstvo, razstavišče, izobraževanje, knjižnica, umetnostna zgodovina) in dva laboratorija (restavratorstvo in konservatorstvo, digitalizacija).

### Oddelek za kodikologijo
Oddelek za kodikologijo opravlja delo v dveh glavnih smereh:
- Izdaja izvirne in prevedene stare gruzijske literature, dopolnjena s filološko-besedilnimi in zgodovinskimi študijami ter različnimi vrstami slovarjev in kazal;
- Opis gruzijskih rokopisnih knjig in rokopisov v drugih jezikih, ohranjenih v skladiščih Gruzije in tujih držav – Jeruzalem, Sinaj, Atos, Pariz, Sankt Peterburg itd.[3]

### Oddelek za viroslovje in diplomatiko
Oddelek za viroslovje in diplomatiko je bil ustanovljen na začetku ustanavljanja Centra. Specifičnost samega gradiva je določala profil znanstveno-raziskovalne dejavnosti oddelka. Dejavnosti oddelka zajemajo predvsem naslednje:
- Natančen opis in popis gradiva, optimizacija za iskalnike – priprava različnih vrst katalogov.
- Razširitev baze viroslovja v gruzijski zgodovini – objava zgodovinskih virov.

V znanstvenoraziskovalni dejavnosti oddelka je bila velika pozornost namenjena opisovanju – raziskovanju in objavljanju orientalskih virov gruzijske zgodovine – armenskih, arabskih, perzijskih, turških virov.

### Oddelek za arhivistiko
Ta oddelek je bil ustanovljen leta 2007 na podlagi zasebnih arhivov pisateljev in javnih osebnosti, ki jih hrani Nacionalni center rokopisov. Oddelek deluje v naslednjih smereh:
- Obdelava zasebnih arhivov, vključno s pripravo opisov in izdajo za objavo;
- Ponovna obdelava arhivskega gradiva;
- Izdelava generičnega elektronskega kataloga z obstoječimi foto zbirkami;
- Znanstvene objave arhivskih dokumentov;
- Privabljanje novih arhivov.[5]

### Oddelek za upravljanje skladov
Uprava oddelka upravlja fonde rokopisnih knjig in zgodovinskih dokumentov ter zasebno arhivsko gradivo. V njegovi pristojnosti so tudi drugi skladi, oblikovani v sestavi Oddelka. Knjižnične knjige, fonde spominskih omar in artiklov ter kartografske fonde vodi in nadzoruje Oddelek za knjižnico, o vprašanjih oblikovanja, povezovanja ali delitve pa se dogovarja z Oddelkom za upravljanje fondov.

### Oddelek za razstave
Cilj Oddelka za razstave je z različnimi razstavnimi projekti dati množično privlačnost kulturni dediščini, ki jo hrani Center. Oddelek za razstave organizira stalne in mobilne razstave v Gruziji in zunaj nje. Razstavišče podpira razvoj razstavnega sistema Nacionalnega centra rokopisov in njegovo skladnost z mednarodnimi standardi razstavljanja.

### Oddelek za izobraževanje
Oddelek za izobraževanje z izobraževalnimi in razstavnimi projekti, različnimi programi in storitvami uresničuje vključevanje kulturne in intelektualne dediščine, ki jo hrani Center, v življenje družbe. Interakcija in neposredni stik s tem oddelkom za dediščino podpira samouresničevanje in razvoj članov in skupin družbe.

### Oddelek knjižnice
V glavnih depojih knjižnice Nacionalnega centra rokopisov je 10935 gruzijskih, 11654 ruskih in 6496 drugih tujih knjig s področja humanistike. Knjižnica šteje tudi 3096 gruzijskih, 7285 ruskih in okoli 4000 drugih tujih revij.
Glavnina knjižničnega gradiva in revij se hrani v depozitarjih, enciklopedije, slovarji in referenčna literatura pa v čitalnici knjižnice.
Knjižnica ima integriran katalog, ki poleg glavnih depozitarnih katalogov navaja kataloge knjig in revij, ki se hranijo v 6 spominskih dvoranah Državnega centra za rokopise.

### Oddelek za umetnostno zgodovino
Oddelek za umetnostno zgodovino preučuje umetnost gruzijskih knjig, dela na ustvarjanju in pripravi korpusa miniatur, ki so vključeni v rokopise za objavo. Iluminacijo rokopisov proučujemo ob upoštevanju kronoloških in tematskih vidikov, da bi opredelili umetniške sloge, značilne za različne skriptorije, epohe ali tematiko. Posebna pozornost je namenjena zadevam v zvezi s prepisovalci, umetniki in knjigovezci.

### Laboratorij za konserviranje in restavriranje
Laboratorij za konserviranje in restavriranje je bil ustanovljen leta 2006 pri Nacionalnem centru za rokopise. Ta laboratorij je nadomestil nekdanji Oddelek za higieno in restavriranje. V Laboratoriju za konserviranje in restavriranje potekajo dela v več smereh:
Konserviranje in restavriranje rokopisov na pergamentu in papirju, starotiskanih knjig, zgodovinskih dokumentov, arhivskega gradiva ter knjig Knjižnice Centra in drugega gradiva, ki se hrani v zasebnih zbirkah;
- Konzervacija starih in poškodovanih strani;
- Ločevanje okamenelih in zlepljenih stranic;
- Ravnanje in obnova deformiranih listov;
- Zapolnitev manjkajočih delov/prehodov;
- Vezava prostih rokopisov, restavriranje in konzerviranje originalnih žigosanih usnjenih platnic knjig;
- Dezinfekcija in čiščenje ohranjenega ali na novo pridobljenega materiala.

### Laboratorij za digitalizacijo
V središču Nacionalnega centra rokopisov deluje Laboratorij za digitalizacijo, kjer gradivo, ki ga hrani center, skenirajo, sortirajo in kodirajo v digitalni obliki. Digitalizacijo rokopisov, dokumentov, miniatur in fotomateriala Center podpira njihovo fiksacijo in predstavitev znanstvenim krogom. Digitalizacija je tudi dobro orodje za ohranjanje obstoječega gradiva – v prihodnosti bo na podlagi digitalne kopije mogoče restavrirati gradivo, ki bi se lahko sčasoma izgubilo.

## Zbirka
Zbirko Nacionalnega centra za rokopise sestavljajo rokopisne knjige, zgodovinski dokumenti in arhivski fondi. Zbirka rokopisov in zgodovinskih dokumentov je razdeljena na skupine (podfonde) glede na jezik, v arhivskem fondu se hranijo zasebni arhivi gruzijskih in tujih javnih osebnosti, tudi arhivi različnih organizacij.

### Rokopisi
Zbirka rokopisov je razdeljena na gruzijske, orientalske, grške, ruske in rokopise v drugih jezikih. Od teh skupin je zbirka gruzijskih rokopisov največja. Obsega na tisoče rokopisov, ki so datirani od 5. do 19. stoletja. Med njimi so tudi palimpsesti.
Zbirka gruzijskih rokopisov je razdeljena na štiri podzbirke – A, H, Q in S. Ta zbirka vsebuje tako cerkvena kot posvetna literarna dela. Ohranjeni spisi - Mučeništvo svetega Šušanika, Mučeništvo Evstatija Mchetelija, Mučeništvo Abo Tbilelija so temelj srednjeveške gruzijske cerkvene literature. Razen te zbirke so pomembna dela bizantinske cerkvene literature, ki so jih v gruzijščino prevedli Eqvtime Mtatsmindeli, Giorgi Mtatsmindeli, Eprem Mtsire, Arsen Ikaltoeli in druge izjemne gruzijske osebnosti. Iz posvetne literature so omembe vredni ročno napisani izvodi Vepkhistkaosani ('Človek v panterjevi koži'), tudi drugi rokopisi, ki vsebujejo astrološke, geografske, medicinske, matematične ali vojaške zapise.
Orientalsko zbirko sestavljajo večinoma arabski, perzijski in turški rokopisi. Zbirka hrani tudi okoli 300 armenskih, sirskih, hebrejskih in en sam koptski rokopis.
Zbirka grških rokopisov vsebuje 51 rokopisnih izvodov v stari in novi grščini iz obdobja od 9. do 18. stoletja. Rokopisi so napisani tako na papirju kot na pergamentu. Po vsebini so to večinoma cerkveni spisi, med njimi teološki spisi, psalmi, spevi, drugi, tudi medicinski spisi.
Zbirka ruskih rokopisov obsega več kot 500 rokopisov. Večina jih je iz poznega obdobja, od 16. do 19. stoletja. Tu hranijo ruske prevode korespondence gruzijskih kraljev, plemičev in njihovih družinskih članov, avtograme Leva Tolstoja in Petra Čajkovskega, cerkvene spise itd.
Poleg teh zbirk obstaja tudi zbirka tujih rokopisov, ki je mešana in vsebuje rokopisne knjige, prepisane od 15. do 20. stoletja v različnih evropskih jezikih – nemške, italijanske, poljske, francoske rokopise.
- Gruzijski palimpsest 5.-6. stoletja iz zbirke gruzijskih rokopisov Gelatski evangeliji, gruzijski fond
- Gelatski evangeliji, fond gruzijskih rokopisov
- Perzijski rokopis, fond orientalskih rokopisov
- Turški rokopis, fond orientalskih rokopisov

### Zgodovinski dokumenti
Zbirka zgodovinskih dokumentov Nacionalnega centra rokopisov obsega gruzijske, armenske, arabske, otomanske in perzijske dokumente. Skupno število teh dokumentov presega 30 000 in so datirani od 10. do 19. stoletja. Zbirka gruzijskih rokopisnih dokumentov vsebuje posvetne in cerkvene dokumente.
Arabski dokumenti so dagestanskega izvora in predstavljajo življenje tamkajšnjih kavkaških narodov v 18. in 19. stoletju. Eden od dokumentov govori o gibanju imama Šamila. Zbirka vsebuje še nekaj dokumentov o odnosih Gruzije in Dagestana.
Zbirka vključuje tudi okoli 200 armenskih dokumentov, ki so datirani v 18.–19. To so različni zapisi, knjige nakupov in dolgov, uradna korespondenca armenskih cerkvenih osebnosti. itd.
Omembe vreden del zbirke orientalskih rokopisov, ki jih hrani Nacionalni center rokopisov, so perzijski in turški (otomanski) dokumenti, med njimi šahovi pirmani (ukazi), zapisi, pisma, nakupni dokumenti itd. Ti dokumenti ilustrirajo politične, družbene in gospodarsko življenje Gruzije in drugih držav na Kavkazu; predstavljajo tudi soočenje Rusije in Perzije na območju Kavkaza. Ti dokumenti so pomembni tudi zaradi njihove ornamentike – perzijski rokopisni dokumenti so okrašeni v skladu z najboljšimi tradicijami perzijskih iluminiranih rokopisov.

### Zasebni arhivski fondi
Arhivski fondi Nacionalnega centra rokopisov združujejo arhive gruzijskih in tujih znanstvenikov, pisateljev, pesnikov, slikarjev, političnih, javnih in vojaških osebnosti, izseljencev in cerkvenih osebnosti, tudi arhiv gruzijskega zgodovinsko-etnografskega društva in kanclerja sinoda. V depozitarjih Nacionalnega centra za rokopise hranijo skupaj 179 zasebnih arhivov, od tega je obdelanih 111 fondov, preostalih 68 pa je v obdelavi.
Od gradiva, ohranjenega v arhivskih fondih, je treba posebej omeniti zbirko papirusov gruzijskega papirologa Grigola Ceretelija, ki vsebuje 150 papirusov iz 2. stoletja pr. – 15. stoletje našega štetja.
Nič manj zanimivo ni gradivo, ohranjeno v drugih arhivskih fondih: izvirni tujejezični dokumenti, povezani z življenjem in dejavnostmi gruzijskih in tujih javnih osebnosti 19.–20. stoletja v gruzijščini, latinščini, francoščini, angleščini, italijanščini, ruščini, azerbajdžanski, armenskem in drugih tujih jezikih; najbogatejša epistolarna zapuščina; številni folkloristični zapisi; unikatne fotografije, neprecenljivo gradivo, ki odseva novo in najnovejšo zgodovino Južnega Kavkaza na področju politike, gospodarstva, cerkvenega življenja, novinarstva, gledališča, glasbe in tako dalje.